# Kodeks 089
Kodeks 089 (Gregory-Aland no. 089), ε 28 (von Soden) – grecki kodeks uncjalny Nowego Testamentu na pergaminie, paleograficznie datowany na VI wiek. Rękopis przechowywany jest w Rosyjskiej Bibliotece Narodowej (Gr. 280) w Petersburgu. Fragment 089 należał do tego samego rękopisu co 092a i 0293.

## Opis
Do dziś zachowały się jedynie fragmenty 1 karty kodeksu (36 na 28 cm) z tekstem Ewangelii Mateusza (26,2-4,7-9). Tekst pisany jest jedną kolumną na stronę, 17 linijek w kolumnie. Litery są wielkie, stosuje przydechy.
Grecki tekst kodeksu jest zgodny z aleksandryjską tradycją tekstualną. Kurt Aland zaklasyfikował go do kategorii II. Stoi w bliskiej relacji do kodeksów Sinaiticus, Vaticanus oraz Regius.
Gregory w 1908 roku dał mu siglum 089. Kodeks badał Kurt Treu oraz P. Ferreira. INTF datuje go na VI wiek.
Rendel Harris w 1890 roku odkrył kolejny fragment rękopisu. Został on w 1908 roku oznakowany przez Gregory'ego jako 092 (ε 32 – Soden). Później się okazało, że należał do tego samego rękopisu co 089, z kolei sam 092 został uznany za pochodzący od dwóch różnych rękopisów, noszą one symbole 092a i 092b. 092a należy do 089, natomiast 092b – do 087. 092a zawiera tekst Mt 26,4-7,10-12. Przechowywany jest w Klasztorze św. Katarzyny (Harris 11, 1 f.).
W 1975 roku odkryto dwie dalsze karty kodeksu, Aland nadał im siglum 0293. Są one przechowywane w Klasztorze św. Katarzyny (Sp. MG 10).